# François Péron

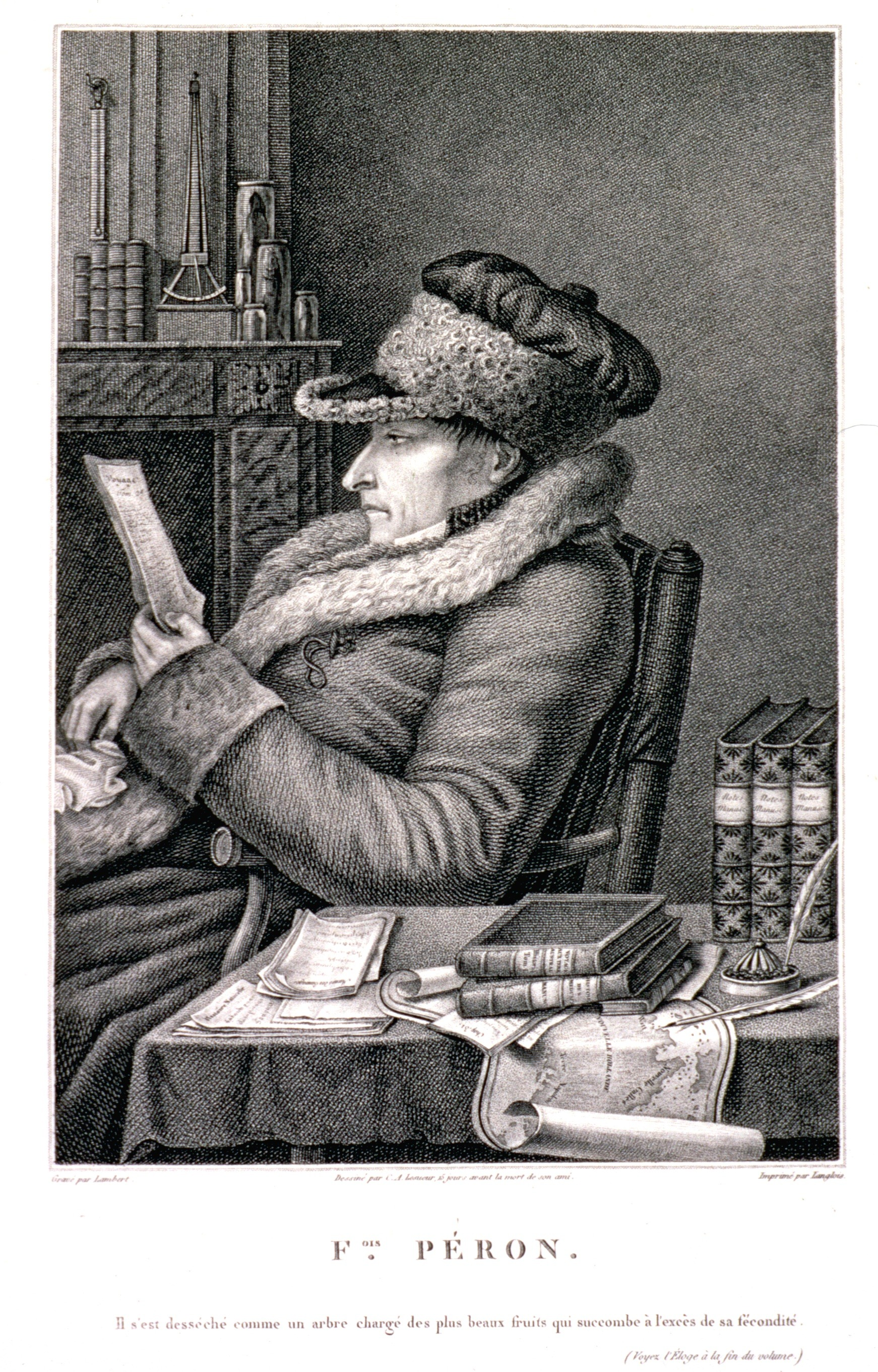
François Péron

François Auguste Péron (* 22. August 1775 in Cérilly, Département Allier; † 14. Dezember 1810 ebenda) war ein französischer Naturforscher und Zoologe. Sein offizielles biologisches Autorenkürzel lautet „Pér.“.

## Leben
Seine verwitwete Mutter brachte viele Opfer, um ihm eine fundierte Ausbildung zu ermöglichen. Er besuchte das Collège Cérilly und sollte später Theologie studieren, um als Priester eine zukünftige sichere Position zu haben. Revolution und Erster Koalitionskrieg unterbrachen seine Studienabsichten. Im Jahre 1792 trat er in die Armee der Republik ein und diente am Rhein. Er wurde in der Nähe von Kaiserslautern (Hochspeyer im Pfälzerwald) von preußischen Truppen verwundet, dann Kriegsgefangener in der Festung Magdeburg und erst 1794 wegen seiner Verletzungen – er verlor sein rechtes Auge – repatriiert. Während seiner Haft las er viele Reiseberichte und begann sich für Naturgeschichte zu interessieren.
Er studierte Medizin in Paris mit einem Stipendium wegen seiner Invalidität. Er verbrachte drei Jahre an der medizinischen Fakultät. Durch seine eingeschränkte Gesundheit und eine unglücklichen Liebe gab er aber das Medizinstudium auf und suchte einen Platz in Nicolas Baudins Expedition zur Südsee. Péron begleitete Nicolas Baudin (1754–1803) im Jahre 1801 bei dessen Expedition zur Vermessung der australischen Küste, der so genannten Baudin-Expedition. Gemeinsam mit Charles-Alexandre Lesueur (1778–1846) übernahm er die naturwissenschaftlichen Agenden der Expedition, nachdem der ursprünglich vorgesehene Zoologe René Maugé de Cely  bei der Überfahrt erkrankte und 1802 in Tasmanien verstorben war. Gemeinsam dokumentierten sie über 100.000 zoologische Arten, darunter 2.500 bis dato unbekannte, und trugen so erheblich zur Erforschung der australischen Fauna und zum Erfolg von Baudins Expedition bei. Zurück in Frankreich begann er gemeinsam mit Lesueur seine Arbeit am Forschungsbericht Voyage de découvertes aux Terres Australes, in dem er den Leiter der Expedition Nicolas Baudin allerdings mit keinem Wort erwähnte. Der erste Band wurde 1807 veröffentlicht, Péron verstarb jedoch 1810 an Tuberkulose, noch ehe der zweite Band veröffentlicht werden konnte.
Am 14. Oktober 1805 wurde er als korrespondierendes Mitglied in die Académie des sciences (Abteilung Anatomie und Zoologie) aufgenommen. Daneben arbeitete er an der Veröffentlichung von Mémoire sur les éstablissements anglais à la Nouvelle Hollande.

## Werke
- Péron, F: Observations sur l’anthropologie (1800)